# Walmart Canada

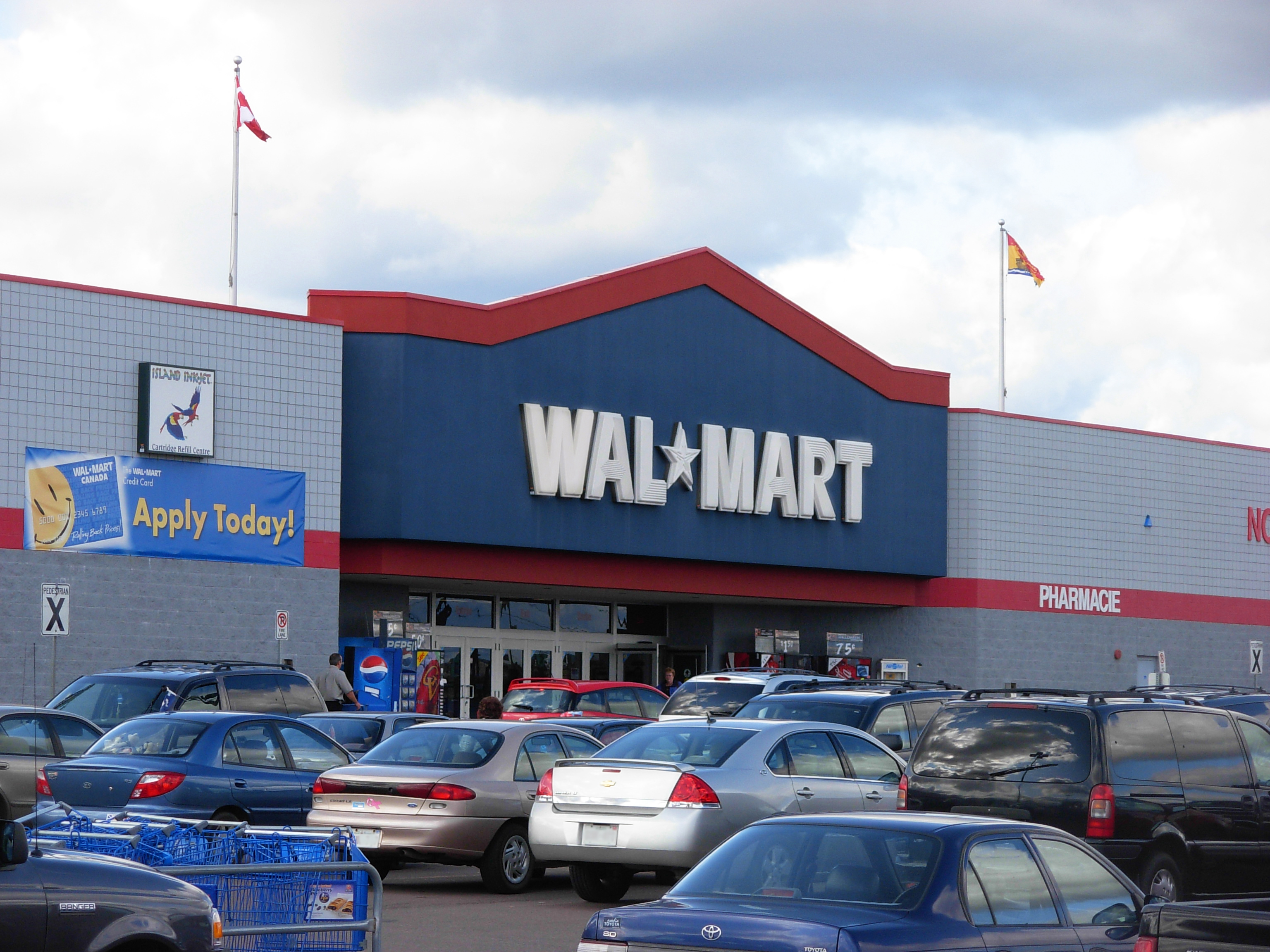
Walmart Supercenter in Moncton

Walmart Canada (französisch La Compagnie Walmart du Canada) ist ein Tochterunternehmen des US-amerikanischen Einzelhandelsunternehmens Walmart. Walmart Canada wurde 1994 durch den Aufkauf der damaligen Canadian Woolco Stores gegründet. Der Hauptsitz des Unternehmens befindet sich in Mississauga und in Edmonton. Walmart Canada betreibt über 333 Geschäfte, darunter befinden sich 167 Supercenters und 166 Walmart-Lebensmittelmärkte.